# بی‌کی‌ام‌ای ایروان
باشگاه فوتبال مرکزی ارتش (به ارمنی: Բանակի Կենտրոնական Մարզական Ակումբ Երևան) ; یا بی‌کی‌ام‌ای ایروان (ارمنی: ԲԿՄԱ Երևան ) یک باشگاه فوتبال در شهر ایروان در ارمنستان بود که در لیگ برتر ارمنستان بازی می‌کرد. این باشگاه در سال ۱۹۴۸ تأسیس و در سال ۱۹۹۷ منحل شد.

## آمار لیگ
| ارمنستان (۱۹۹۴ – ۱۹۹۷) |              |     |      |     |       |      |        |          |     |        |      |
| فصل                    | دسته         | سطح | بازی | برد | تساوی | باخت | گل زده | گل خورده | +/- | امتیاز | مکان |
| ۱۹۹۴                   | لیگ دسته اول | ۲   | ۱۸   | ۱۱  | ۳     | ۴    | ۴۹     | ۲۰       | +۲۹ | ۲۵     | ۳.   |
| ۱۹۹۵/۹۶                | لیگ دسته اول | ۲   | ۲۲   | ۱۳  | ۵     | ۴    | ۶۳     | ۱۷       | +۴۶ | ۴۴     | ۲.   |
| ۹۷–۱۹۹۶                | لیگ برتر     | ۱   | ۲۲   | ۱   | ۱     | ۲۰   | ۱۰     | ۵۶       | -۴۶ | ۴      | ۱۲.  |